# Amierchanowo
Amierchanowo (ros. Амерханово) – wieś (sieło) w Rosji, w obwodzie orenburskim, w rejonie tockim. W 2010 liczyła 143 mieszkańców, głównie Tatarów.